# East Air
East Air était une compagnie aérienne privée basée à Qurghonteppa, au Tadjikistan. La compagnie aérienne a opéré des vols réguliers de Qurghonteppa et Kulob vers la Russie. En octobre 2014, l'Autorité générale de l'aviation civile du Tadjikistan a révoqué le certificat d'exploitant aérien (AOC) d'East Air et la compagnie aérienne a mis fin à ses activités.